# Dobruchna
Dobruchna – wieś w Polsce, położona w województwie świętokrzyskim, w powiecie ostrowieckim, w gminie Waśniów. Leży przy DW751.
W latach 1975–1998 miejscowość administracyjnie należała do województwa kieleckiego.

## Części wsi
| SIMC    | Nazwa       | Rodzaj     |
| ------- | ----------- | ---------- |
| 0275837 | Gorzelnia   | część wsi  |
| 0275843 | Kowalkowice | przysiółek |

## Historia
W 1827 było tu 5 domów i 32 mieszkańców. Według Słownika geograficznego Królestwa Polskiego pod koniec XIX wieku wieś miała 14 domów, 274 mieszkańców, 159 mórg ziemi włościańskiej i 4 morgi dworskiej.